# Szarża w wąwozie Somosierra
Szarża w wąwozie Somosierra – obraz olejny polskiego malarza romantycznego Piotra Michałowskiego. Szarża 3. szwadronu 1. Pułku Szwoleżerów Gwardii Cesarskiej, przeprowadzona 30 listopada 1808 w bitwie na przełęczy Somosierra w Hiszpanii, była ulubionym tematem artysty, który poświęcił jej kilka swoich prac i liczne szkice. Obraz Szarża w wąwozie Somosierra powstał około 1837, po powrocie malarza z Paryża. Obecnie dzieło znajduje się w Muzeum Narodowym w Krakowie.

## Opis obrazu
Obraz przedstawia kulminacyjny moment szarży, gdy pierwsi jeźdźcy osiągają siodło przełęczy, na której znajdują się hiszpańskie armaty, stanowiące kolejną linię obrony. Szwoleżerowie z impetem pokonują pod obstrzałem krętą i wąską górską ścieżkę, stromo wznoszącą się ku przełęczy. Padają zabici i ranni, część koni pędzi bez jeźdźców. Wokół cwałującego szwadronu wznoszą się tumany rdzawobrunatnego pyłu, skrywającego wszystko poza kawalerzystami.
Kompozycja płótna jest dynamiczna i diagonalna, na obrazie nie ma linii pionowych i poziomych, widoczna jest jedynie wygięta w łuk kolumna kawalerzystów. Kolorystyka dzieła jest ciepła, dominują brązy i żółcienie z licznymi akcentami bieli i czerwieni. Pomimo pozornego chaosu ludzie i konie zostali potraktowani indywidualnie, obraz jest zbiorem osobnych studiów ruchu. Malarz zadbał o wierne przedstawienie szczegółów umundurowania i uprzęży.
Ekspresyjne dzieło Michałowskiego uchodzi za kwintesencję polskiego romantyzmu. Krytycy dopatrują się inspiracji autora w obrazach francuskich malarzy, takich jak Eugène Delacroix i Théodore Géricault, wskazują też na podobieństwa do twórczości angielskiego malarza Williama Turnera.

## Nawiązania
Szarża polskich szwoleżerów była popularnym i często wykorzystywanym motywem w malarstwie. Malowali ją między innymi Juliusz, Wojciech i Jerzy Kossakowie, January Suchodolski, Michał Bylina, Zygmunt Rozwadowski i Jan Rosen; z zagranicznych twórców Horace Vernet i Louis-François Lejeune.
W 1980 Jacek Kaczmarski stworzył inspirowaną obrazem balladę Somosierra.